# Новинск
 Новинск  — деревня в Оршанском районе Республики Марий Эл. Входит в состав Марковского сельского поселения.

## География
Находится в северной части республики Марий Эл на расстоянии приблизительно 7 км по прямой на юг от районного центра посёлка Оршанка.

## История
Основана в 1918 году как починок Богоявленск выходцами из деревни Старое Село Оршанского района. В 1923 году в починке в 36 дворах проживали 216 человек, русские. В 1924 году Богоявленск переименовали в починок Новинский. В 1926 году здесь проживали 252 человека. Сюда переехала в 1970 году часть жителей деревни. В советское время работали колхозы «Звезда» и «Прожектор».

## Население
Население составляло 79 человек (русские 47 %, мари 51 %) в 2002 году, 89 в 2010.

## Известные уроженцы
- Москвичёв, Владимир Павлович (1925—2000) — советский государственный и хозяйственный деятель. Депутат Верховного Совета СССР 5-го созыва.
- Москвичёва Серафима Васильевна (1923—1944) — советская женщина-снайпер. В годы Великой Отечественной войны — снайпер отдельной роты ПВО 252-го стрелкового Ковенского полка 70-й стрелковой Верхнеднепровской дивизии на 1-м и 2-м Белорусском фронте, ефрейтор. Член ВЛКСМ с 1943 года.